# The Peawees
The Peawees sono un gruppo punk rock and roll originario di La Spezia, formatosi nel 1995.
Il gruppo è composto da Hervé Peroncini (voce e chitarra), Fabio Clemente (basso), Dario Persi (chitarra) e Tommy Gonzales  (batteria).

## Storia del gruppo

### Formazione e primi album
A seguito delle esperienze maturate in altri gruppi come Manges e Nukes, nel 1995 gli spezzini Hervé Peroncini, Riccardo La Lomia e Livio Montarese, decidono di formare un nuovo gruppo che esprima sonorità decisamente punk rock, seppur mitigate da influenze pop. Nello stesso anno riescono a incidere il loro album d'esordio intitolato Where People Smile, prodotto dalla Panic Records con il supporto della Helter Skelter.
Nel 1998 avviene la prima svolta nella carriera del gruppo, la formazione si allarga con l'inserimento di Stefano Zappelli che va ad affiancare Hervé nell'esecuzione delle parti di chitarra. Con questa line-up i Peawees registrano This Is Rock 'n' Roll, album che permette loro di farsi conoscere anche oltre oceano, l'album viene infatti prodotto e distribuito sia in Italia dalla Fridge Records che negli Stati Uniti dalla Motherbox Records. L'album segna inoltre un'evoluzione nel suono del gruppo che inizia a sfruttare la contaminazione con il punk 77 e sorprendentemente con il rock'n'roll classico, di cui la cover di Burning Love di Elvis Presley rappresenta il manifesto.

### I cambiamenti di formazione e gli ultimi album
Nel 1999 avvengono alcuni significativi cambiamenti all'interno del gruppo, Livio abbandona il gruppo e il suo posto viene occupato da Andrea Ricci mentre Jacopo Giannetti sostituisce Stefano Zappelli.
Nel 2001 i Peawees pubblicano Dead End City, prodotto dall'olandese Stardumb Records (successivamente stampato e distribuito anche in Italia dalla Ammonia Records). L'album riceve critiche generalmente positive e consente agli spezzini di farsi notare anche da testate storiche come Maximum Rock'n'Roll che nel numero 234 di novembre 2002 pubblica una loro intervista.
Fra il 2003 e il 2005 il gruppo subisce ancora cambi di formazione, Jacopo Giannetti viene rimpiazzato da Carlo Landini mentre alla batteria torna Livio. Nel frattempo continua l'intensa attività live sia in Italia che in Europa che porta i Peawees a suonare in Festival di primaria importanza come l'Independent Days Festival (nel 2003 e poi nuovamente nel 2005), il Goa-Boa Festival e, oltre i confini italiani, la Rotterdam Rumble (nel 2007 e nel 2010).
Nel 2007 vede la luce il nuovo lavoro Walking the Walk prodotto dall'italiana Wynona Records e ristampato dalla It's Alive Records per il mercato statunitense.
Il 2008 è l'anno del nuovo abbandono di Livio il cui posto viene preso da Michele Napoli. Nel 2011 la Wild Honeys Records produce in formato LP il loro quinto album, intitolato Leave it Behind mentre la stampa della versione CD è affidata alla Railways Recordings, quest'ultima uscita discografica viene supportata da un tour europeo che li porta a suonare anche al MI AMI Festival nel 2012. Nel 2015 la Wild Honey & Slowbeat produce, in doppio  LP + CD, "20 Years And You Still Don't Know Me", una antologia di tutta la produzione del gruppo, più alcuni inediti, per festeggiare i 20 anni di attività.
Nel 2018, anticipato dai singoli "Stranger" e "Walking through my Hell", esce il nuovo disco, Moving Target. L'album, caratterizzato da roventi sonorità vintage e da un songwriting ispirato, racchiude nei suoi 11 pezzi, tutti originali, lo spirito e l'energia di 50 anni di rocknroll, da Chuck Berry ai Sonics, da Otis Redding ai Clash. Nel 2019 Moving Target viene nominato vincitore del "Best Power Pop album" nel 5° Annual Manifesto Awards (USA).
Nel 2024 dopo un cambio di formazione e vari tour su e giù per l’Europa, esce il settimo album "One ride", un infiammato mix di power pop, garage punk, rock‘n’roll, soul, melodie di ispirazione sixties, ritmi sostenuti ma mai esageratamente veloci, realizzato con una grande attenzione a suoni che sembrano provenire da grandi dischi del passato.

## Formazione

### Formazione attuale
- Hervé Peroncini - voce, chitarra
- Fabio Clemente - basso
- Dario Persi - chitarra
- Tommy Gonzales - batteria

### Ex componenti
- Carlo Landini - chitarra (2003-2021)
- Riccardo La Lomia - basso (1995-2012)
- Michele Napoli - batteria (2008-2012)
- Livio Montarese - batteria (1995-1999 e 2005-2008)
- Stefano Zappelli - chitarra (1998-1999)
- Andrea Ricci - batteria (1999-2005)
- Jacopo Giannetti - chitarra (1999-2003)

## Discografia

### Album studio
- 1995 - Where People Smile
- 1998 - This Is Rock 'n' Roll
- 2001 - Dead End City
- 2007 - Walking the Walk
- 2011 - Leave it Behind
- 2018 - Moving Target
- 2024 - One Ride

### Raccolte
- 2015 - 20 Years And You Still Don't Know Me (double LP + CD)
- 2020 - Quarter Century Collection